# Diego Fabián Torres
Diego Fabián Torres (Villa Nueva, 6 novembre 1990) è un calciatore argentino, centrocampista del Vila Nova.

## Caratteristiche tecniche
È un esterno sinistro.

## Carriera
Cresciuto nel settore giovanile del Chacarita Juniors, ha esordito in prima squadra il 29 novembre 2008 in occasione del match di Primera B Nacional vinto 2-0 contro il Platense.

## Palmarès

### Club

#### Competizioni statali
- Campionato Goiano: 1

Vila Nova: 2025